# Alfa Romeo Arese Plant

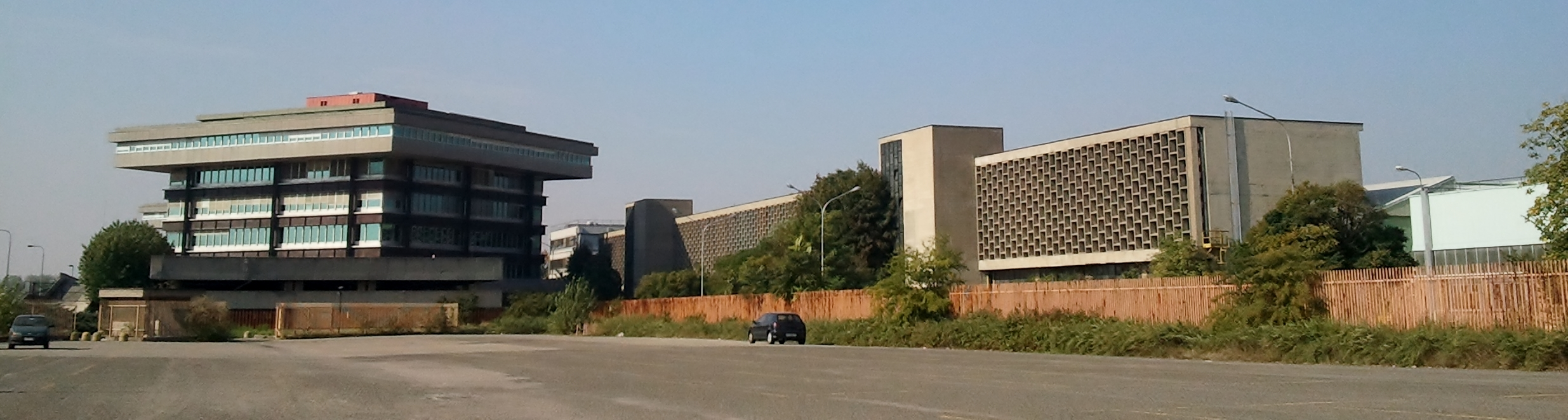
Alfa Romeo. Здания

Завод Alfa Romeo в Арезе (англ. Alfa Romeo Arese Plant) — промышленная зона компании Alfa Romeo, которая имела здесь свой головной офис более чем два десятилетия до 1986 года. После того как Fiat Group приобрел Alfa Romeo в 1986 году, Арезе стал одним из заводов выпускавших компоненты для Fiat Group. Завод расположен в провинции Милана в итальянском регионе Ломбардия, находится в около 12 километров северо-западнее Милана. Завод в Арезе заменил старейший завод Alfa Romeo в Портелло. Строительство завода началось в 1960 году и заняло три года. До конца 1990-х годов фабрика оставалась крупнейшим автомобильным заводом для Alfa Romeo, покрывающим огромную территорию, включая части Гарбаньяте-Миланезе и Лайнате. Завод стал известен как Арезе, так как основной вход на территорию был со стороны муниципалитета Арезе.
Сегодня завод почти полностью закрыт и заброшен, с тех пор как владелец Alfa Romeo (Fiat почти полностью перенёс производство на другие заводы на территории Италии и за её пределами. Конечное производство в Арезе закончилось в 2005 году, когда остановилось производство Alfa Romeo V6 двигателей в Арезе.
Несколько сот оставшихся рабочих (около 500) часто митинговали против своего увольнения. В момент, когда большинство производственных помещений были заброшены, местная администрация рассматривала проект по использованию данной огромной территории в свою пользу. Арезе и завод расположен очень близко от новых услуг в городе Милане, например крупная высокоскоростная железная дорога с новым выставочным центром Fiera Milano находится недалеко. Кроме того, несколько итальянских дорог проходят очень близко от Арезе, например: A8, A9, A4, A1 и A7.
Центр Стиля Alfa Romeo (отдел дизайна), открытый в 1990 году, был одним из последних отделов компании в Арезе, но он также был перенесён в Турин летом 2009 года. Последний дизайн придуманный в Арезе MiTo и Giulietta.

## Исторический Музей
Одна из немногочисленных активных отделов в зданиях Alfa Romeo — Исторический Музей Alfa Romeo. Он размещается в специальном здании, который представляет большую архитектурную ценность. Однако с февраля 2011 года, музей был закрыт на обновление и вновь открыт в 2015 году, под названием La macchina del tempo — Museo Storico Alfa Romeo. Часы работы с 10 до 18 часо, в четверг до 22, а во вторник выходной. Входной билет стоит 12 €, для детей до 16-ти лет и пенсионеров 10 €.

## Список автомобилей
| Фото | Марка       | Модель                  | Начало производства | Конец производства | Примечание                                                                                      |
| ---- | ----------- | ----------------------- | ------------------- | ------------------ | ----------------------------------------------------------------------------------------------- |
|      | Alfa Romeo  | Giulia GT               | 1963                | 1976               |                                                                                                 |
|      | Alfa Romeo  | Giulia                  | 1965                | 1977               |                                                                                                 |
|      | Alfa Romeo  | 1750                    | 1968                | 1971               |                                                                                                 |
|      | Alfa Romeo  | 2000                    | 1971                | 1977               |                                                                                                 |
|      | Alfa Romeo  | Alfetta                 | 1972                | 1984               |                                                                                                 |
|      | Alfa Romeo  | Alfetta GT              | 1974                | 1987               |                                                                                                 |
|      | Alfa Romeo  | Nuova Giulietta         | 1977                | 1985               |                                                                                                 |
|      | Alfa Romeo  | Alfa 6                  | 1979                | 1986               |                                                                                                 |
|      | Alfa Romeo  | 90                      | 1984                | 1987               |                                                                                                 |
|      | Alfa Romeo  | 75                      | 1985                | 1993               |                                                                                                 |
|      | Alfa Romeo  | 164                     | 1987                | 1997               |                                                                                                 |
|      | Autobianchi | Y10                     | 1992                | 1995               |                                                                                                 |
|      | Alfa Romeo  | GTV                     | 1995                | 2000               | В 2000 производство перешло на завод Pininfarina в Сан-Джорджо-Канавезе и Грульяско (Турин)     |
|      | Fiat        | 600 Elettrica (VAMIA)   | 1998                | 2000               | Оснащались электрической системой питания и батареями автомобили с завода Фиата в Тучи (Польша) |
|      | Fiat        | Multipla Metano (VAMIA) | 2000                | 2002               | Автомобили, выпускались на заводе Фиата в Мирафьори (Турин), оснащались тут газовой системой    |